# جنباخر
جنباخر (انگلیسی: Jenbacher) شرکت ماشین‌آلات اتریشی است، که در سال ۱۹۵۹ تأسیس شد. این شرکت پیش‌تر جزو گروه جنرال الکتریک بوده‌است.